# Teucrium fililobum
Teucrium fililobum là một loài thực vật có hoa trong họ Hoa môi. Loài này được F.Muell. ex Benth. miêu tả khoa học đầu tiên năm 1870.